# Hal Daub

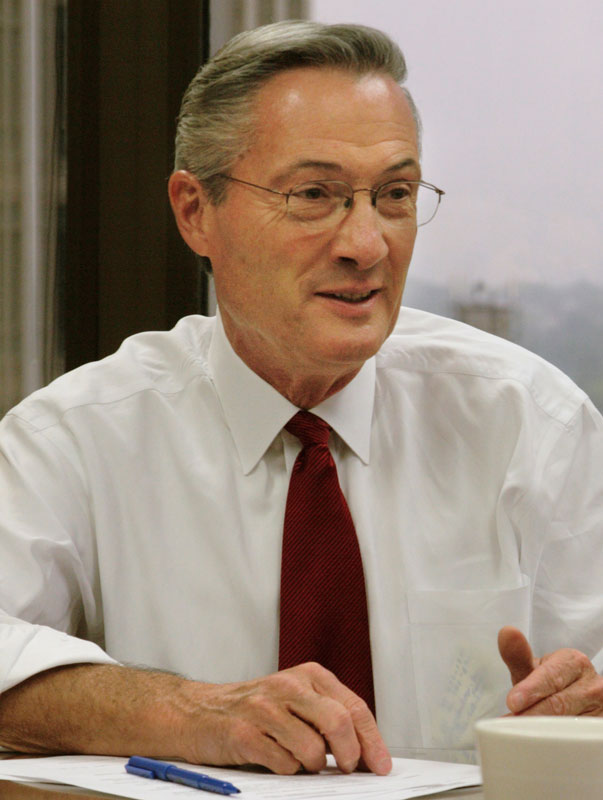
Hal Daub

Harold John „Hal“ Daub Jr. (* 23. April 1941 in Fort Bragg, North Carolina) ist ein US-amerikanischer Politiker (Republikanische Partei). Zwischen 1981 und 1989 vertrat er den zweiten Wahlbezirk des Bundesstaates Nebraska im US-Repräsentantenhaus.

## Werdegang
Hal Daub besuchte bis 1959 die Benson High School in Omaha. Danach studierte er bis 1963 an der Washington University in St. Louis (Missouri). Er beendete seine Ausbildung im Jahr 1966 mit einem Jurastudium an der University of Nebraska. Zwischen 1966 und 1968 leistete er in der US-Armee seinen Wehrdienst ab.
In den Jahren 1970 und 1980 war Daub Delegierter auf den Parteitagen der Republikaner in Nebraska. 1980 wurde er dann im zweiten Distrikt von Nebraska in das US-Repräsentantenhaus gewählt, wo er am 3. Januar 1981 die Nachfolge von John Joseph Cavanaugh antrat. Nachdem er bei den folgenden Kongresswahlen jeweils in seinem Mandat bestätigt wurde, konnte Daub bis zum 3. Januar 1989 insgesamt vier Legislaturperioden im Kongress absolvieren.
Im Jahr 1988 verzichtete Daub auf eine erneute Kandidatur für das US-Repräsentantenhaus. Stattdessen bewarb er sich erfolglos um die republikanische Nominierung für den US-Senat. Im Jahr 1990 scheiterte ein weiterer Versuch, in den Senat gewählt zu werden. Danach war Hal Daub zwischen 1995 und 2001 Bürgermeister der Stadt Omaha. Im Jahr 2009 bewarb er sich erfolglos um eine Rückkehr in dieses Amt. Derzeit arbeitet er als Rechtsanwalt in einer privaten Kanzlei.